# فوس‌نتوپیتانت
فوس‌نتوپیتانت (انگلیسی: Fosnetupitant) دارویی است که برای درمان تهوع و استفراغ ناشی از شیمی درمانی استفاده می‌شود. این ماده یک پیش‌داروی نتوپیتانت است. این در ترکیب با هیدروکلراید پالونوسترون استفاده می‌شود و به‌عنوان هیدروکلراید کلرید فوس‌نتوپیتانت نمک برای استفاده داخل وریدی فرموله می‌شود.